# Kokumbona
Kokumbona (eller Kakambona) er en landsby på øen Guadalcanal i Salomonøerne. Den ligger på øens nordkyst 4 km vest for Honiara og 16 km vest for Honiara International Airport – der tidligere hed Henderson Field. 
Landsbyen var en japansk base i slaget om Guadalcanal under 2. verdenskrig. Den 19. august 1942 blev der landsat amerikanske marinesoldater ved landsbyen. 
9°25′38″S 159°54′52″Ø / 9.42722°S 159.91444°Ø